# Cochlespira pulcherrissima
Cochlespira pulcherrissima é uma espécie de gastrópode do gênero Cochlespira, pertencente a família Cochlespiridae.